# 苯甲酸丙酯
苯甲酸丙酯（Propyl benzoate）是一种有机化合物，分子式C10H12O2，用于食品添加剂。

## 应用
苯甲酸丙酯具有坚果或水果香味，类似于坚果的味道，作为合成调味剂用于食品。其具有抗微生物的性质，用于化妆品的防腐剂。它天然存在于甜樱桃和丁香茎，也存在于黄油。

## 合成
苯甲酸丙酯可由苯甲酸甲酯与丙醇的酯交换反应制备。